# حجت أباد (علي أباد كرمان)
حجت أباد (بالفارسية: حجت‌آباد) هي قرية تقع في إيران في Aliabad Rural District. يقدر عدد سكانها بـ 695 نسمة .